# SV Sandhausen/Namen und Zahlen
Der Artikel SV Sandhausen/Namen und Zahlen enthält Angaben zu Ereignissen und Persönlichkeiten des kurpfälzischen Fußballvereins SV Sandhausen. Er dient dazu, den Hauptartikel des Vereins nicht übermäßig mit Tabellen und Statistiken zu überlasten.

## Saison 2021/22

### Kader
Stand: 18. Februar 2022

| Nr.        | Nat.                    | Spieler              | Geburtstag | im Verein seit | Vertrag bis |
| Torhüter   |                         |                      |            |                |             |
| 01         | Deutschland             | Patrick Drewes       | 04.02.1993 | 01.07.2021     |             |
| 13         | Deutschland             | Rick Wulle           | 04.06.1994 | 01.07.2015     |             |
| 16         | Deutschland             | Felix Wiedwald       | 15.03.1990 | 27.01.2022     | 30.06.2022  |
| 33         | Deutschland             | Nikolai Rehnen       | 04.02.1997 | 15.09.2021     |             |
| 40         | Deutschland             | Benedikt Grawe       | 21.02.2000 | 01.07.2016     |             |
| Abwehr     |                         |                      |            |                |             |
| 02         | Russland                | Alexander Schirow    | 24.01.1991 | 01.07.2018     | 30.06.2023  |
| 03         | Bosnien und Herzegowina | Dario Dumić          | 30.01.1992 | 04.01.2022     |             |
| 14         | Deutschland             | Tim Kister           | 30.12.1986 | 01.07.2013     |             |
| 15         | Deutschland             | Immanuel Höhn        | 23.12.1991 | 01.07.2021     |             |
| 18         | Deutschland             | Dennis Diekmeier     | 20.10.1989 | 03.01.2019     | 30.06.2024  |
| 19         | Deutschland             | Bashkim Ajdini       | 10.12.1992 | 01.07.2021     |             |
| 25         | Senegal                 | Oumar Diakhité       | 09.12.1993 | 01.07.2021     |             |
| 27         | Deutschland             | Arne Sicker          | 17.04.1997 | 01.07.2021     |             |
| 36         | England                 | Chima Okoroji        | 19.04.1997 | 01.07.2021     |             |
| Mittelfeld |                         |                      |            |                |             |
| 07         | Benin                   | Cebio Soukou         | 02.10.1992 | 01.07.2021     |             |
| 08         | Deutschland             | Christian Kinsombi   | 24.08.1999 | 01.07.2021     |             |
| 10         | Deutschland             | Julius Biada         | 03.11.1992 | 01.07.2019     | 30.06.2022  |
| 17         | Deutschland             | Erik Zenga           | 18.01.1993 | 01.07.2015     | 30.06.2022  |
| 21         | Deutschland             | Nils Seufert         | 03.02.1997 | 01.01.2022     | 30.06.2022  |
| 22         | Osterreich              | Marcel Ritzmaier     | 22.04.1993 | 05.08.2021     |             |
| 24         | Luxemburg               | Maurice John Deville | 31.07.1992 | 31.01.2022     |             |
| 26         | Deutschland             | Janik Bachmann       | 06.05.1996 | 28.01.2021     | 30.06.2023  |
| 28         | Deutschland             | Tom Trybull          | 09.03.1993 | 31.01.2022     |             |
| Angriff    |                         |                      |            |                |             |
| 11         | Deutschland             | Erich Berko          | 06.09.1994 | 31.01.2022     |             |
| 23         | Turkei                  | Ahmed Kutucu         | 01.03.2000 | 12.01.2022     | 30.06.2022  |
| 29         | Australien              | Alou Kuol            | 05.07.2001 | 31.01.2022     | 30.06.2022  |
| 30         | Deutschland             | Alexander Esswein    | 25.03.1990 | 09.10.2020     |             |
| 37         | Deutschland             | Pascal Testroet      | 26.09.1990 | 08.07.2021     |             |

### Wechsel zur und während der Saison
Stand: 18. Februar 2022
| Zugänge | Abgänge |
| Sommer 2021 | Sommer 2021 |
| --- | --- |
| - Bashkim Ajdini (VfL Osnabrück) - Oumar Diakhité (Eintracht Braunschweig) - Patrick Drewes (VfL Bochum) - Gianluca Gaudino (BSC Young Boys) - Immanuel Höhn (SV Darmstadt 98) - Christian Kinsombi (KFC Uerdingen 05) - Chima Okoroji (SC Freiburg) - Anas Ouahim (1. FC Kaiserslautern; Leihende) - Arne Sicker (MSV Duisburg) - Carlo Sickinger (1. FC Kaiserslautern) - Cebio Soukou (Arminia Bielefeld) - Pascal Testroet (FC Erzgebirge Aue) | - Kevin Behrens (1. FC Union Berlin) - Diego Contento (Vertragsende; Ziel unbekannt) - Sören Dieckmann (SC Fortuna Köln) - Besar Halimi (Riga FC) - Philipp Heerwagen (Vertragsende; Ziel unbekannt) - Stefanos Kapino (Werder Bremen; Leihende) - Philipp Klingmann (Karriereende) - Nikolas Nartey (VfB Stuttgart; Leihende) - Gerrit Nauber (Go Ahead Eagles Deventer) - Ivan Paurević (Riga FC) - Alexander Rossipal (SV Waldhof Mannheim) - Robin Scheu (1. FC Saarbrücken) - Patrick Schmidt (1. FC Heidenheim; Leihende) - Emanuel Taffertshofer (SV Wehen Wiesbaden) - Nikos Zografakis (Energie Cottbus) |
| nach Saisonbeginn | |
| - Charlison Benschop (vereinslos) - Christian Conteh (Feyenoord Rotterdam; Leihe) - Nikolai Rehnen (vereinslos) - Marcel Ritzmaier (FC Barnsley) | - Denis Linsmayer (FC Ingolstadt 04) - Enrique Peña Zauner (Eintracht Braunschweig) - Nils Röseler (FC Ingolstadt 04) |
| Winter 2021/22 | |
| - Erich Berko (SV Darmstadt 98) - Maurice John Deville (1. FC Saarbrücken) - Dario Đumić (FC Twente Enschede) - Alou Kuol (VfB Stuttgart; Leihe) - Ahmed Kutucu (Istanbul Başakşehir; Leihe) - Nils Seufert (SpVgg Greuther Fürth; Leihe) - Tom Trybull (Hannover 96) - Felix Wiedwald (vereinslos) | - Charlison Benschop (Fortuna Sittard) - Christian Conteh (Feyenoord Rotterdam; Leihende) - Daniel Keita-Ruel (Vertragsauflösung; Ziel unbekannt) - Anas Ouahim (Heracles Almelo) - Carlo Sickinger (SV Elversberg; Leihe) |

### Trainerstab
| Name             | Funktion                |
| ---------------- | ----------------------- |
| Alois Schwartz   | Trainer                 |
| Dimitrios Moutas | Assistenztrainer        |
| Daniel Ischdonat | Torwarttrainer          |
| David Lechner    | Reha- & Athletiktrainer |

## Saison 2020/21

### Kader
| Nr.        | Nat.         | Spieler               | Geburtstag | im Verein seit | Vertrag bis |
| Torhüter   |              |                       |            |                |             |
| 01         | Griechenland | Stefanos Kapino       | 18.03.1994 | 21.01.2021     | 30.06.2021  |
| 13         | Deutschland  | Rick Wulle            | 04.06.1994 | 01.07.2015     | 30.06.2021  |
| 15         | Deutschland  | Philipp Heerwagen     | 13.04.1983 | 16.07.2019     | 30.06.2021  |
| 40         | Deutschland  | Benedikt Grawe        | 21.02.2000 | 01.07.2016     | 30.06.2021  |
| Abwehr     |              |                       |            |                |             |
| 02         | Russland     | Alexander Schirow     | 24.01.1991 | 01.07.2018     | 30.06.2023  |
| 03         | Deutschland  | Diego Contento        | 01.05.1990 | 01.07.2020     |             |
| 14         | Deutschland  | Tim Kister            | 30.12.1986 | 01.07.2013     | 30.06.2021  |
| 18         | Deutschland  | Dennis Diekmeier      | 20.10.1989 | 03.01.2019     | 30.06.2022  |
| 22         | Deutschland  | Gerrit Nauber         | 13.04.1992 | 10.07.2019     | 30.06.2021  |
| 23         | Deutschland  | Nils Röseler          | 10.02.2002 | 01.07.2020     | 30.06.2022  |
| 24         | Deutschland  | Philipp Klingmann     | 22.04.1988 | 01.07.2015     | 30.06.2021  |
| 30         | Deutschland  | Sören Dieckmann       | 16.01.1996 | 08.01.2019     | 30.06.2021  |
| 33         | Deutschland  | Alexander Rossipal    | 06.06.1996 | 01.07.2018     | 30.06.2021  |
| Mittelfeld |              |                       |            |                |             |
| 05         | Deutschland  | Janik Bachmann        | 06.05.1996 | 28.01.2021     | 30.06.2023  |
| 06         | Deutschland  | Denis Linsmayer       | 19.09.1991 | 01.07.2013     | 30.06.2022  |
| 07         | Griechenland | Nikos Zografakis      | 07.07.1999 | 01.02.2021     | 30.06.2021  |
| 17         | Deutschland  | Erik Zenga            | 18.01.1993 | 01.07.2015     | 30.06.2021  |
| 19         | Danemark     | Nikolas Nartey        | 22.02.2000 | 31.07.2020     | 30.06.2021  |
| 20         | Deutschland  | Emanuel Taffertshofer | 24.02.1995 | 01.07.2018     | 30.06.2021  |
| 21         | Venezuela    | Enrique Peña Zauner   | 04.03.2000 | 01.07.2019     | 30.06.2022  |
| 25         | Deutschland  | Florian Hansch        | 22.08.1995 | 01.07.2018     | 30.06.2021  |
| 26         | Kosovo       | Besar Halimi          | 12.12.1994 | 02.09.2019     | 30.06.2021  |
| 27         | Deutschland  | Robin Scheu           | 16.02.1995 | 01.07.2019     | 30.06.2021  |
| 29         | Kroatien     | Ivan Paurević         | 01.07.1991 | 01.07.2019     | 30.06.2021  |
| 35         | Deutschland  | Alexander Esswein     | 25.03.1990 | 09.10.2020     |             |
| Angriff    |              |                       |            |                |             |
| 09         | Deutschland  | Daniel Keita-Ruel     | 21.09.1989 | 31.07.2020     | 30.06.2022  |
| 10         | Deutschland  | Julius Biada          | 03.11.1992 | 01.07.2019     | 30.06.2022  |
| 16         | Deutschland  | Kevin Behrens         | 03.02.1991 | 01.07.2018     | 30.06.2021  |
| 32         | Deutschland  | Patrick Schmidt       | 10.09.1993 | 21.01.2021     | 30.06.2021  |

### Trainerstab
| Name               | Funktion              |
| ------------------ | --------------------- |
| Gerhard Kleppinger | Cheftrainer (interim) |
| Stefan Kulovits    | Co-Trainer            |
| Daniel Ischdonat   | Torwarttrainer        |
| Dirk Stelly        | Athletiktrainer       |

### Wechsel zur und während der Saison
| Zugänge | Abgänge |
| Sommer 2020 | Sommer 2020 |
| --- | --- |
| - Diego Contento (Fortuna Düsseldorf) - Florian Hansch (Hallescher FC; Leihende) - Daniel Keita-Ruel (SpVgg Greuther Fürth) - Nikolas Nartey (VfB Stuttgart; Leihe) - Anas Ouahim (VfL Osnabrück) - Nils Röseler (VVV-Venlo) - Alexander Rossipal (Preußen Münster; Leihe) | - Rúrik Gíslason (Karriereende) - Roman Hauk (FC-Astoria Walldorf) - Markus Karl (Vertragsende; Ziel unbekannt) - Stefan Kulovits (Karriereende und Wechsel in den Trainerstab) - Leart Paqarada (FC St. Pauli) - Jesper Verlaat (SV Waldhof Mannheim) |
| nach Saisonbeginn | |
| - Alexander Esswein (war vereinslos) | - Mario Engels (Sparta Rotterdam) - Martin Fraisl (ADO Den Haag) - Florian Hansch (VfB Auerbach) |
| Winter 2020/21 | |
| - Janik Bachmann (1. FC Kaiserslautern) - Stefanos Kapino (Werder Bremen; Leihe) - Patrick Schmidt (1. FC Heidenheim; Leihe) - Nikos Zografakis (VfB Stuttgart II) | - Aziz Bouhaddouz (MSV Duisburg) - Marlon Frey (MSV Duisburg) - Anas Ouahim (1. FC Kaiserslautern; Leihe) - Philip Türpitz (Hansa Rostock) |

## Saison 2019/20

### Kader
| Nr.        | Nat.        | Spieler               | Geburtstag | im Verein seit | Vertrag bis |
| Torhüter   |             |                       |            |                |             |
| 01         | Osterreich  | Martin Fraisl         | 10.05.1993 | 01.07.2019     | 30.06.2022  |
| 13         | Deutschland | Rick Wulle            | 04.06.1994 | 01.07.2015     | 30.06.2020  |
| 15         | Deutschland | Philipp Heerwagen     | 13.04.1983 | 16.07.2019     | 30.06.2021  |
| Abwehr     |             |                       |            |                |             |
| 02         | Russland    | Alexander Schirow     | 24.01.1991 | 01.07.2018     | 30.06.2023  |
| 04         | Niederlande | Jesper Verlaat        | 04.06.1996 | 01.07.2018     | 30.06.2020  |
| 14         | Deutschland | Tim Kister            | 30.12.1986 | 01.07.2013     | 30.06.2021  |
| 18         | Deutschland | Dennis Diekmeier      | 20.10.1989 | 03.01.2019     | 30.06.2022  |
| 19         | Kosovo      | Leart Paqarada        | 08.10.1994 | 01.07.2014     | 30.06.2020  |
| 22         | Deutschland | Gerrit Nauber         | 13.04.1992 | 10.07.2019     | 30.06.2021  |
| 23         | Deutschland | Markus Karl           | 14.02.1986 | 01.07.2016     | 30.06.2020  |
| 24         | Deutschland | Philipp Klingmann     | 22.04.1988 | 01.07.2015     | 30.06.2021  |
| 30         | Deutschland | Sören Dieckmann       | 16.01.1996 | 08.01.2019     | 30.06.2021  |
| 39         | Deutschland | Roman Hauk            | 15.04.1999 |                | 30.06.2020  |
| Mittelfeld |             |                       |            |                |             |
| 05         | Deutschland | Marlon Frey           | 24.03.1996 | 01.07.2019     | 30.06.2021  |
| 06         | Deutschland | Denis Linsmayer       | 19.09.1991 | 01.07.2013     | 30.06.2022  |
| 07         | Deutschland | Philip Türpitz        | 23.08.1991 | 01.07.2019     | 30.06.2021  |
| 17         | Deutschland | Erik Zenga            | 18.01.1993 | 01.07.2015     | 30.06.2021  |
| 20         | Deutschland | Emanuel Taffertshofer | 24.02.1995 | 01.07.2018     | 30.06.2021  |
| 21         | Venezuela   | Enrique Peña Zauner   | 04.03.2000 | 01.07.2019     | 30.06.2022  |
| 26         | Kosovo      | Besar Halimi          | 12.12.1994 | 02.09.2019     | 30.06.2021  |
| 27         | Deutschland | Robin Scheu           | 16.02.1995 | 01.07.2019     | 30.06.2021  |
| 29         | Kroatien    | Ivan Paurević         | 01.07.1991 | 01.07.2019     | 30.06.2021  |
| 31         | Osterreich  | Stefan Kulovits1      | 19.04.1983 | 01.07.2013     | 30.06.2020  |
| Angriff    |             |                       |            |                |             |
| 08         | Deutschland | Mario Engels          | 22.10.1993 | 01.07.2019     | 30.06.2021  |
| 09         | Island      | Rúrik Gíslason        | 25.02.1988 | 18.01.2018     | 30.06.2020  |
| 10         | Deutschland | Julius Biada          | 03.11.1992 | 01.07.2019     | 30.06.2022  |
| 11         | Marokko     | Aziz Bouhaddouz       | 30.03.1987 | 01.07.2019     | 30.06.2021  |
| 16         | Deutschland | Kevin Behrens         | 03.02.1991 | 01.07.2018     | 30.06.2021  |

1 Stand-by-Spieler

### Trainerstab
| Name               | Funktion       |
| ------------------ | -------------- |
| Uwe Koschinat      | Cheftrainer    |
| Gerhard Kleppinger | Co-Trainer     |
| Stefan Kulovits    | Co-Trainer     |
| Daniel Ischdonat   | Torwarttrainer |

### Wechsel zur und während der Saison
Stand: 17. Januar 2020
| Zugänge | Abgänge |
| Sommer 2019 | Sommer 2019 |
| --- | --- |
| - Julius Biada (1. FC Kaiserslautern) - Aziz Bouhaddouz (al-Batin FC) - Mario Engels (Roda JC Kerkrade) - Martin Fraisl (FC Botoșani) - Marlon Frey (Jong PSV) - Besar Halimi (Brøndby IF) - Philipp Heerwagen (FC Ingolstadt 04) - Gerrit Nauber (MSV Duisburg) - Ivan Paurević (FK Ufa) - Enrique Peña Zauner (Borussia Dortmund U19) - Robin Scheu (SC Fortuna Köln) - Philip Türpitz (1. FC Magdeburg) | - Mirco Born (FSV Frankfurt) - Nejmeddin Daghfous (Kickers Offenbach) - Philipp Förster (VfB Stuttgart) - Ken Gipson (SG Sonnenhof Großaspach) - Mohamed Gouaida (SV Waldhof Mannheim) - Karim Guédé (Karriereende) - Florian Hansch (Hallescher FC, Leihe) - Max Jansen (Royal Excelsior Virton) - Tim Knipping (SSV Jahn Regensburg) - Niklas Lomb (Bayer 04 Leverkusen, Leihende) - Alexander Rossipal (Preußen Münster, Leihe) - Fabian Schleusener (SC Freiburg, Leihende) - Marcel Schuhen (SV Darmstadt 98) - Korbinian Vollmann (Hansa Rostock) - Andrew Wooten (Philadelphia Union) |
| Winter 2019/20 | |
| | - Felix Müller (SpVgg Unterhaching) |

## Saison 2018/19

### Kader
| Nr.        | Nat.               | Spieler               | Geburtstag | im Verein seit | Vertrag bis |
| Torhüter   |                    |                       |            |                |             |
| 01         | Deutschland        | Marcel Schuhen        | 13.01.1993 | 01.07.2017     | 30.06.2019  |
| 29         | Deutschland        | Niklas Lomb           | 28.07.1993 | 01.07.2018     | 30.06.2019  |
| 33         | Deutschland        | Rick Wulle            | 04.06.1994 | 01.07.2015     | 30.06.2020  |
| Abwehr     |                    |                       |            |                |             |
| 02         | Russland           | Alexander Schirow     | 24.01.1991 | 01.07.2018     | 30.06.2020  |
| 03         | Deutschland        | Alexander Rossipal    | 06.06.1996 | 01.07.2018     | 30.06.2021  |
| 04         | Niederlande        | Jesper Verlaat        | 04.06.1996 | 01.07.2018     | 30.06.2020  |
| 14         | Deutschland        | Tim Kister            | 30.12.1986 | 01.07.2013     | 30.06.2020  |
| 18         | Deutschland        | Dennis Diekmeier      | 20.10.1989 | 03.01.2019     | 30.06.2020  |
| 19         | Kosovo             | Leart Paqarada        | 08.10.1994 | 01.07.2014     | 30.06.2020  |
| 23         | Deutschland        | Markus Karl           | 14.02.1986 | 01.07.2016     | 30.06.2020  |
| 24         | Deutschland        | Philipp Klingmann     | 22.04.1988 | 01.07.2015     | 30.06.2020  |
| 30         | Deutschland        | Sören Dieckmann       | 16.01.1996 | 08.01.2019     | 30.06.2021  |
| 34         | Deutschland        | Tim Knipping          | 24.11.1992 | 01.07.2016     | 30.06.2019  |
| 36         | Deutschland        | Ken Gipson            | 24.02.1996 | 01.07.2017     | 30.06.2019  |
| Mittelfeld |                    |                       |            |                |             |
| 06         | Deutschland        | Denis Linsmayer       | 19.09.1991 | 01.07.2013     | 30.06.2022  |
| 08         | Tunesien           | Mohamed Gouaida       | 15.05.1993 | 01.07.2018     | 30.06.2020  |
| 17         | Deutschland        | Erik Zenga            | 18.01.1993 | 01.07.2015     | 30.06.2020  |
| 20         | Deutschland        | Emanuel Taffertshofer | 24.02.1995 | 01.07.2018     | 30.06.2020  |
| 22         | Deutschland        | Korbinian Vollmann    | 27.10.1993 | 20.01.2016     | 30.06.2019  |
| 25         | Deutschland        | Felix Müller          | 27.01.1993 | 01.07.2018     | 30.06.2020  |
| 27         | Deutschland        | Maximilian Jansen     | 26.05.1993 | 01.07.2016     | 30.06.2019  |
| 28         | Deutschland        | Philipp Förster       | 04.02.1995 | 17.08.2017     | 30.06.2020  |
| 31         | Osterreich         | Stefan Kulovits       | 19.04.1983 | 01.07.2013     | 30.06.2019  |
| Angriff    |                    |                       |            |                |             |
| 07         | Vereinigte Staaten | Andrew Wooten         | 30.09.1989 | 01.07.2014     | 30.06.2019  |
| 09         | Island             | Rúrik Gíslason        | 25.02.1988 | 18.01.2018     | 30.06.2020  |
| 10         | Deutschland        | Nejmeddin Daghfous    | 01.10.1986 | 01.07.2017     | 30.06.2019  |
| 11         | Deutschland        | Fabian Schleusener    | 24.10.1991 | 01.07.2018     | 30.06.2019  |
| 16         | Deutschland        | Kevin Behrens         | 03.02.1991 | 01.07.2018     | 30.06.2021  |
| 21         | Slowakei           | Karim Guédé           | 07.01.1985 | 01.07.2018     | 30.06.2019  |

### Trainerstab
| Name               | Funktion       |
| ------------------ | -------------- |
| Uwe Koschinat      | Cheftrainer    |
| Gerhard Kleppinger | Co-Trainer     |
| Daniel Ischdonat   | Torwarttrainer |

### Wechsel zur und während der Saison
| Zugänge | Abgänge |
| Sommer 2018 | Sommer 2018 |
| --- | --- |
| - Kevin Behrens (1. FC Saarbrücken) - Mohamed Gouaida (Hamburger SV) - Karim Guédé (SC Freiburg) - Florian Hansch (Chemnitzer FC) - Niklas Lomb (Bayer 04 Leverkusen) a. - Felix Müller (Würzburger Kickers) - Alexander Rossipal (TSG 1899 Hoffenheim II) - Alexander Schirow (FK Jenissei Krasnojarsk) - Fabian Schleusener (SC Freiburg) a. - Emanuel Taffertshofer (Würzburger Kickers) - Jesper Verlaat (Werder Bremen) - Erik Zenga (Hallescher FC) w.a. | - Şahin Aygüneş (Gümüşhanespor) - Mirco Born (SV Meppen) a. - Julian Derstroff (SSV Jahn Regensburg) - Robert Herrmann (FC Erzgebirge Aue) - Ali Ibrahimaj (KFC Uerdingen 05) - Valentino Jovic (unbekannt) - Goran Karačić (Adanaspor) w.a. - Damian Roßbach (Karlsruher SC) - Manuel Stiefler (Karlsruher SC) - Richard Sukuta-Pasu (MSV Duisburg) - José Pierre Vunguidica (1. FC Saarbrücken) - Haji Wright (FC Schalke 04) w.a. - Eroll Zejnullahu (1. FC Union Berlin) w.a. |

| Zugänge                                                                  | Abgänge                                                                         |
| Winter 2018/19                                                           | Winter 2018/19                                                                  |
| ------------------------------------------------------------------------ | ------------------------------------------------------------------------------- |
| - Sören Dieckmann (Borussia Dortmund II) - Dennis Diekmeier (vereinslos) | - Florian Hansch (SV Wehen Wiesbaden) a. - Marcel Seegert (SV Waldhof Mannheim) |

## Saison 2017/18

### Kader
| Nr.        | Spieler                | Nationalität                   | Geburtstag |
| Torhüter   |                        |                                |            |
| 1          | Goran Karačić          | Bosnier                        | 18.08.1996 |
| 16         | Marcel Schuhen         | Deutscher                      | 13.01.1993 |
| 30         | Valentino Jović        | Bosnier                        | 17.05.1998 |
| 33         | Rick Wulle             | Deutscher                      | 04.06.1994 |
| Abwehr     |                        |                                |            |
| 4          | Damian Roßbach         | Deutscher                      | 27.02.1993 |
| 5          | Marcel Seegert         | Deutscher                      | 29.04.1994 |
| 14         | Tim Kister             | Deutscher                      | 30.12.1986 |
| 19         | Leart Paqarada         | Kosovare · Albaner · Deutscher | 08.10.1994 |
| 24         | Philipp Klingmann      | Deutscher                      | 22.04.1988 |
| 34         | Tim Knipping           | Deutscher                      | 24.11.1992 |
| 36         | Ken Gipson             | US-Amerikaner · Deutscher      | 24.02.1996 |
| Mittelfeld |                        |                                |            |
| 6          | Denis Linsmayer        | Deutscher                      | 19.09.1991 |
| 8          | Nejmeddin Daghfous     | Tunesier · Deutscher           | 01.10.1986 |
| 9          | Rúrik Gíslason         | Isländer                       | 25.02.1988 |
| 11         | Eroll Zejnullahu       | Kosovare · Deutscher           | 19.10.1994 |
| 18         | Robert Herrmann        | Deutscher                      | 10.08.1993 |
| 20         | José Pierre Vunguidica | Angolaner · Deutscher          | 03.01.1990 |
| 21         | Manuel Stiefler        | Deutscher                      | 25.07.1988 |
| 22         | Korbinian Vollmann     | Deutscher                      | 27.10.1993 |
| 23         | Markus Karl            | Deutscher                      | 14.02.1986 |
| 26         | Ali Ibrahimaj          | Deutscher                      | 18.08.1991 |
| 27         | Maximilian Jansen      | Deutscher                      | 26.05.1993 |
| 28         | Philipp Förster        | Deutscher · Türke              | 04.02.1995 |
| 31         | Stefan Kulovits        | Österreicher                   | 19.04.1983 |
| 38         | Mirco Born             | Deutscher                      | 28.06.1994 |
| Angriff    |                        |                                |            |
| 7          | Andrew Wooten          | Deutscher · Amerikaner         | 30.09.1989 |
| 10         | Richard Sukuta-Pasu    | Deutscher                      | 24.06.1990 |
| 25         | Haji Wright            | US-Amerikaner                  | 27.03.1998 |
| 29         | Şahin Aygüneş          | Türke · Deutscher              | 01.10.1990 |
| 37         | Julian Derstroff       | Deutscher                      | 05.01.1992 |

### Trainerstab
| Name               | Funktion       |
| ------------------ | -------------- |
| Kenan Koçak        | Cheftrainer    |
| Gerhard Kleppinger | Co-Trainer     |
| Erol Sabanov       | Torwarttrainer |

### Wechsel zur und während der Saison
Stand: 18. Januar 2018
| Zugänge | Abgänge |
| Sommer 2017 | Sommer 2017 |
| --- | --- |
| - Şahin Aygüneş, Tuzlaspor - Mirco Born, SV Meppen - Nejmeddin Daghfous, Würzburger Kickers - Philipp Förster, 1. FC Nürnberg - Ken Gipson, RB Leipzig - Robert Herrmann, VfL Wolfsburg II - Ali Ibrahimaj, SV Waldhof Mannheim - Valentino Jovic, RB Leipzig U 19 - Goran Karačić, Adanaspor (Leihe) - Erol Sabanov, Stuttgarter Kickers (Torwarttrainer) - Marcel Seegert, SV Waldhof Mannheim - Marcel Schuhen, Hansa Rostock - Haji Wright, FC Schalke 04 (Leihe) - Eroll Zejnullahu, 1. FC Union Berlin (Leihe) | - Michael Hiegl, FC-Astoria Walldorf - Daniel Gordon, Karlsruher SC - Daniel Ischdonat (Torwarttrainer), Eintracht Braunschweig - Marco Knaller, FC Ingolstadt 04 - Jakub Kosecki, Śląsk Wrocław - Moritz Kuhn, SV Wehen Wiesbaden - Daniel Łukasik, Lechia Gdańsk (Ende Leihe) - Thomas Pledl, FC Ingolstadt 04 (Ende Leihe) - Marco Thiede (Ziel unbekannt) - Taner Yalçın (Ziel unbekannt) - Erik Zenga, Hallescher FC (Leihe) |

| Zugänge                           | Abgänge                     |
| Winter 2017/2018                  | Winter 2017/2018            |
| --------------------------------- | --------------------------- |
| - Rúrik Gíslason (1. FC Nürnberg) | - Lucas Höler (SC Freiburg) |

## Saison 2016/17

### Kader
| Nr.        | Spieler                | Nationalität                   | Geburtstag |
| Torhüter   |                        |                                |            |
| 1          | Marco Knaller          | Österreicher                   | 26.03.1987 |
| 26         | Michael Hiegl          | Deutscher                      | 08.04.1993 |
| 36         | Rick Wulle             | Deutscher                      | 04.06.1994 |
| Abwehr     |                        |                                |            |
| 4          | Damian Roßbach         | Deutscher                      | 27.02.1993 |
| 5          | Daniel Gordon          | Jamaikaner · Deutscher         | 16.01.1985 |
| 14         | Tim Kister             | Deutscher                      | 30.12.1986 |
| 19         | Leart Paqarada         | Kosovare · Albaner · Deutscher | 08.10.1994 |
| 24         | Philipp Klingmann      | Deutscher                      | 22.04.1988 |
| 34         | Tim Knipping           | Deutscher                      | 24.11.1992 |
| Mittelfeld |                        |                                |            |
| 6          | Denis Linsmayer        | Deutscher                      | 19.09.1991 |
| 7          | Marco Thiede           | Deutscher                      | 20.05.1992 |
| 11         | Moritz Kuhn            | Deutscher                      | 01.08.1991 |
| 16         | Erik Zenga             | Deutscher                      | 18.01.1993 |
| 21         | Manuel Stiefler        | Deutscher                      | 25.07.1988 |
| 22         | Korbinian Vollmann     | Deutscher                      | 27.10.1993 |
| 23         | Markus Karl            | Deutscher                      | 14.02.1986 |
| 27         | Maximilian Jansen      | Deutscher                      | 26.05.1993 |
| 28         | Taner Yalçın           | Deutscher · Türke              | 18.02.1990 |
| 30         | Thomas Pledl           | Deutscher                      | 23.05.1994 |
| 31         | Stefan Kulovits        | Österreicher                   | 19.04.1983 |
| 35         | Daniel Łukasik         | Pole                           | 28.04.1991 |
| Angriff    |                        |                                |            |
| 8          | Andrew Wooten          | Deutscher · Amerikaner         | 30.09.1989 |
| 9          | Lucas Höler            | Deutscher                      | 10.07.1994 |
| 10         | Richard Sukuta-Pasu    | Deutscher                      | 24.06.1990 |
| 13         | Jakub Kosecki          | Pole                           | 29.08.1990 |
| 20         | José Pierre Vunguidica | Deutscher · Angolaner          | 03.01.1990 |
| 37         | Julian Derstroff       | Deutscher                      | 05.01.1992 |

### Aktueller Trainerstab
| Name               | Funktion       |
| ------------------ | -------------- |
| Kenan Koçak        | Cheftrainer    |
| Gerhard Kleppinger | Co-Trainer     |
| Daniel Ischdonat   | Torwarttrainer |

### Wechsel zur und während der Saison 2016/17
Stand: 11. Januar 2017
| Zugänge | Abgänge |
| Sommer 2016 | Sommer 2016 |
| --- | --- |
| - Julian Derstroff, 1. FSV Mainz 05 II - Benedikt Gimber, TSG 1899 Hoffenheim (ausgeliehen) - Daniel Gordon, Karlsruher SC - Michael Hiegl, FCA Walldorf (war ausgeliehen) - Lucas Höler, 1. FSV Mainz 05 II - Max Jansen, Hallescher FC - Markus Karl, 1. FC Kaiserslautern - Tim Knipping, Borussia Mönchengladbach U23 - Daniel Łukasik, Lechia Danzig (ausgeliehen) - Richard Sukuta-Pasu, Energie Cottbus - Taner Yalçın, Kastamonuspor 1966 | - Alois Schwartz (Trainer), 1. FC Nürnberg - Alexander Bieler, Holstein Kiel - Aziz Bouhaddouz, FC St. Pauli - Florian Hübner, Hannover 96 - Ranisav Jovanovic, FSV Frankfurt - Kevin Kratz, Philadelphia Union - Philipp Kühn, FC Viktoria Köln - Seyi Olajengbesi, unbekannt - Eric Schaaf, VfB Gartenstadt - Daniel Schulz, Stuttgarter Kickers - Dominik Stolz, F91 Düdelingen - Robert Zillner, SV Schalding-Heining |
| Winter 2016/17 | |
| | - Steven Zellner (1. FC Saarbrücken) - Benedikt Gimber (Karlsruher SC) |

## Saison 2015/16

### Kader
| Nr.        | Spieler                | Nationalität           | Geburtstag         |
| Torhüter   |                        |                        |                    |
| 1          | Marco Knaller          | Österreicher           | 26. März 1987      |
| 28         | Philipp Kühn           | Deutscher              | 2. September 1992  |
| 36         | Rick Wulle             | Deutscher              | 4. Juni 1994       |
| Abwehr     |                        |                        |                    |
| 4          | Damian Roßbach         | Deutscher              | 27. Februar 1993   |
| 5          | Daniel Schulz          | Deutscher              | 21. Februar 1986   |
| 14         | Tim Kister             | Deutscher              | 30. Dezember 1986  |
| 17         | Florian Hübner         | Deutscher              | 1. März 1991       |
| 19         | Leart Paqarada         | Albaner                | 8. Oktober 1994    |
| 24         | Philipp Klingmann      | Deutscher              | 22. April 1988     |
| 27         | Seyi Olajengbesi       | Nigerianer             | 17. November 1980  |
| Mittelfeld |                        |                        |                    |
| 6          | Denis Linsmayer        | Deutscher              | 19. September 1991 |
| 7          | Marco Thiede           | Deutscher              | 20. Mai 1992       |
| 10         | Robert Zillner         | Deutscher              | 4. August 1985     |
| 11         | Moritz Kuhn            | Deutscher              | 1. August 1991     |
| 13         | Jakub Kosecki          | Pole                   | 29. August 1990    |
| 15         | Alexander Bieler       | Deutscher              | 5. September 1992  |
| 16         | Erik Zenga             | Deutscher              | 18. Januar 1993    |
| 18         | Steven Zellner         | Deutscher              | 14. März 1991      |
| 21         | Manuel Stiefler        | Deutscher              | 25. Juli 1988      |
| 22         | Korbinian Vollmann     | Deutscher              | 27. Oktober 1993   |
| 23         | Kevin Kratz            | Deutscher              | 21. Januar 1987    |
| 25         | Dominik Stolz          | Deutscher              | 4. Mai 1990        |
| 29         | Eric Schaaf            | Deutscher              | 29. Mai 1990       |
| 30         | Thomas Pledl           | Deutscher              | 23. Mai 1994       |
| 31         | Stefan Kulovits        | Österreicher           | 19. April 1983     |
| Angriff    |                        |                        |                    |
| 9          | Aziz Bouhaddouz        | Deutscher · Marokkaner | 30. März 1987      |
| 12         | Andrew Wooten          | Deutscher · Amerikaner | 30. September 1989 |
| 20         | José Pierre Vunguidica | Deutscher · Angolaner  | 3. Januar 1990     |
| 26         | Ranisav Jovanović      | Deutscher · Serbe      | 5. November 1980   |

### Trainerstab
| Name               | Funktion       |
| ------------------ | -------------- |
| Alois Schwartz     | Cheftrainer    |
| Gerhard Kleppinger | Co-Trainer     |
| Dimitrios Moutas   | Co-Trainer     |
| Daniel Ischdonat   | Torwarttrainer |

### Wechsel zur und während der Saison 2015/16
Stand: 18. Januar 2016
| Zugänge | Abgänge |
| Sommer 2015 | Sommer 2015 |
| --- | --- |
| - Nico Hammann, 1. FC Magdeburg - Philipp Klingmann, Karlsruher SC - Jakub Kosecki, Legia Warschau (ausgeliehen) - Philipp Kühn, Rot-Weiß Oberhausen (war ausgeliehen) - Damian Roßbach, 1. FSV Mainz 05 - Dominik Stolz, SpVgg Bayreuth - José Pierre Vunguidica, SV Wehen Wiesbaden - Rick Wulle, FC Astoria Walldorf - Erik Zenga, Preußen Münster | - Nicky Adler, FC Erzgebirge Aue - Timo Achenbach, KFC Uerdingen 05 - René Gartler, LASK Linz - Michael Hiegl, FC Astoria Walldorf (Leihe) - Lukas Kübler, SC Freiburg - Dominik Machmeier, SV Sandhausen II - Max Müller, SV Austria Salzburg - Nono, FC Elche (war ausgeliehen) - Solomon Okoronkwo, 1. FC Saarbrücken - Marc Pfertzel, (Karriereende) - Manuel Riemann, VfL Bochum |
| Winter 2015/16 | |
| - Thomas Pledl, FC Ingolstadt 04 (ausgeliehen) - Korbinian Vollmann, TSV 1860 München | Nico Hammann, 1. FC Magdeburg |

## Saison 2014/2015

### Kader
| Nr.        | Spieler           | Nationalität           | Geburtstag         |
| Torhüter   |                   |                        |                    |
| 1          | Marco Knaller     | Österreicher           | 26. März 1987      |
| 22         | Michael Hiegl     | Deutscher              | 8. April 1993      |
| 33         | Manuel Riemann    | Deutscher              | 9. September 1988  |
| 36         | Dominik Machmeier | Deutscher              | 3. November 1995   |
| Abwehr     |                   |                        |                    |
| 4          | Max Müller        | Deutscher              | 16. Mai 1994       |
| 5          | Daniel Schulz     | Deutscher              | 21. Februar 1986   |
| 14         | Tim Kister        | Deutscher              | 30. Dezember 1986  |
| 17         | Florian Hübner    | Deutscher              | 1. März 1991       |
| 27         | Seyi Olajengbesi  | Nigerianer             | 17. November 1980  |
| 30         | Lukas Kübler      | Deutscher              | 30. August 1992    |
| 32         | Timo Achenbach    | Deutscher              | 3. September 1982  |
| Mittelfeld |                   |                        |                    |
| 6          | Denis Linsmayer   | Deutscher              | 19. September 1991 |
| 7          | Marco Thiede      | Deutscher              | 20. Mai 1992       |
| 10         | Robert Zillner    | Deutscher              | 4. August 1985     |
| 11         | Moritz Kuhn       | Deutscher              | 1. August 1991     |
| 15         | Alexander Bieler  | Deutscher              | 5. September 1992  |
| 18         | Steven Zellner    | Deutscher              | 14. März 1991      |
| 19         | Leart Paqarada    | Albaner                | 8. Oktober 1994    |
| 21         | Manuel Stiefler   | Deutscher              | 25. Juli 1988      |
| 23         | Kevin Kratz       | Deutscher              | 21. Januar 1987    |
| 24         | Nono              | Spanier                | 30. März 1993      |
| 29         | Eric Schaaf       | Deutscher              | 29. Mai 1990       |
| 31         | Stefan Kulovits   | Österreicher           | 19. April 1983     |
| 34         | Marc Pfertzel     | Franzose               | 25. Mai 1981       |
| Angriff    |                   |                        |                    |
| 8          | Nicky Adler       | Deutscher              | 23. Mai 1985       |
| 9          | Aziz Bouhaddouz   | Deutscher · Marokkaner | 30. März 1987      |
| 12         | Andrew Wooten     | Deutscher · Amerikaner | 30. September 1989 |
| 13         | René Gartler      | Österreicher           | 21. Oktober 1985   |
| 20         | Solomon Okoronkwo | Nigerianer             | 2. März 1987       |
| 26         | Ranisav Jovanović | Deutscher · Serbe      | 5. November 1980   |

### Trainerstab
| Name               | Funktion       |
| ------------------ | -------------- |
| Alois Schwartz     | Cheftrainer    |
| Gerhard Kleppinger | Co-Trainer     |
| Daniel Ischdonat   | Torwarttrainer |

### Wechsel zur und während der Saison 2014/15
| Zugänge | Abgänge |
| Sommer 2015 | Sommer 2015 |
| --- | --- |
| - Alexander Bieler, Bayer 04 Leverkusen II - Aziz Bouhaddouz, Bayer 04 Leverkusen II - René Gartler, SV Ried - Kevin Kratz, Eintracht Braunschweig - Moritz Kuhn, Sonnenhof Großaspach - Dominik Machmeier, eigene A-Jugend - Jim-Patrick Müller, Jahn Regensburg - Leart Paqarada, Bayer 04 Leverkusen II - Marc Pfertzel, 1. FC Union Berlin - Andrew Wooten, 1. FC Kaiserslautern - Robert Zillner, SpVgg Greuther Fürth | - Danny Blum, 1. FC Nürnberg - Adama Diakité, ES Wasquehal - Nico Klotz, MSV Duisburg - Björn Kluft, Eintracht Braunschweig (war ausgeliehen) - Markus Mendler, 1. FC Nürnberg (war ausgeliehen) - Julian Schauerte, Fortuna Düsseldorf - David Ulm, Arminia Bielefeld - Eke Uzoma, Pécsi Mecsek FC - Radoslav Zabavník, Ziel unbekannt - Matthias Zimmermann, Borussia Mönchengladbach (war ausgeliehen) |
| Winter 2014/15 | |
| - Nono, Betis Sevilla (ausgeliehen) - Solomon Okoronkwo, FC Erzgebirge Aue - Steven Zellner, 1. FC Kaiserslautern - Eric Schaaf, zweite Mannschaft | - Marvin Knoll, SSV Jahn Regensburg - Jim-Patrick Müller, Dynamo Dresden - Simon Tüting, VfL Osnabrück |

## Saison 2013/14

### Kader
| Nr.        | Spieler             | Nationalität      |
| Torhüter   |                     |                   |
| 1          | Marco Knaller       | Österreicher      |
| 19         | Michael Langer      | Österreicher      |
| 22         | Michael Hiegl       | Deutscher         |
| 33         | Manuel Riemann      | Deutscher         |
| Abwehr     |                     |                   |
| 3          | Radoslav Zabavník   | Slovake           |
| 4          | Max Müller          | Deutscher         |
| 5          | Daniel Schulz       | Deutscher         |
| 11         | Julian Schauerte    | Deutscher         |
| 14         | Tim Kister          | Deutscher         |
| 17         | Florian Hübner      | Deutscher         |
| 27         | Seyi Olajengbesi    | Nigerianer        |
| 30         | Lukas Kübler        | Deutscher         |
| 32         | Timo Achenbach      | Deutscher         |
| Mittelfeld |                     |                   |
| 6          | Denis Linsmayer     | Deutscher         |
| 7          | Marco Thiede        | Deutscher         |
| 10         | David Ulm           | Franzose          |
| 16         | Nico Klotz          | Deutscher         |
| 18         | Matthias Zimmermann | Deutscher         |
| 20         | Eke Uzoma           | Nigerianer        |
| 21         | Manuel Stiefler     | Deutscher         |
| 23         | Markus Mendler      | Deutscher         |
| 24         | Simon Tüting        | Deutscher         |
| 25         | Danny Blum          | Deutscher         |
| 31         | Stefan Kulovits     | Österreicher      |
| 37         | Marvin Knoll        | Deutscher         |
| Angriff    |                     |                   |
| 8          | Nicky Adler         | Deutscher         |
| 9          | Adama Diakité       | Franzose · Mali   |
| 13         | Björn Kluft         | Deutscher         |
| 26         | Ranisav Jovanović   | Deutscher · Serbe |

### Trainerstab
| Name               | Funktion       |
| ------------------ | -------------- |
| Alois Schwartz     | Cheftrainer    |
| Gerhard Kleppinger | Co-Trainer     |
| Daniel Ischdonat   | Torwarttrainer |

### Wechsel zur und während der Saison 2013/14
| Zugänge - Danny Blum (Karlsruher SC) – war ausgeliehen - Florian Hübner (Borussia Dortmund II) - Tim Kister (VfR Aalen) - Marco Knaller (Wolfsberger AC) - Lukas Kübler (1. FC Köln) - Marc Lais (SC Freiburg) – Leihe - Denis Linsmayer (1. FC Kaiserslautern) - Max Müller (eigene Jugend) - Manuel Stiefler (1. FC Saarbrücken) - Marco Thiede (FC Augsburg) - Matthias Zimmermann (Borussia Mönchengladbach) – Leihe - Stefan Kulovits (SK Rapid Wien) - Radoslav Zabavník (1. FSV Mainz 05) - Manuel Riemann (VfL Osnabrück) - Marvin Knoll (Hertha BSC) - Ranisav Jovanović (MSV Duisburg) - Björn Kluft (Eintracht Braunschweig) – Leihe - Markus Mendler (1. FC Nürnberg) – Leihe - Eke Uzoma (Pécsi Mecsek FC, Ungarn) – Wechsel in der Winterpause | Abgänge - Kristjan Glibo (Trainer U23 SV Sandhausen) - Régis Dorn (Teammanager SV Sandhausen) - Ole Kittner (Ziel unbekannt) - Sören Halfar (Karriere beendet) - Tim Danneberg (Holstein Kiel) - Juho Mäkelä (FC St. Gallen) - Jan Fießer (Arminia Bielefeld) - Kim Falkenberg (1. FC Saarbrücken) - David Blacha (Hansa Rostock) - Marcel Busch (SpVgg Neckarelz) - Philipp Kühn (Rot-Weiß Oberhausen) - Marcel Kandziora (FSV Frankfurt) - Fabio Morena (Hamburger SV, U23) - Frank Löning (FC Erzgebirge Aue) – Wechsel in der Winterpause - Marco Pischorn (Preußen Münster) – Wechsel in der Winterpause - Marc Lais (Chemnitzer FC) – Leihe in der Winterpause, war vom SC Freiburg ausgeliehen - Michael Langer (Vålerenga Oslo) – Wechsel im April 2014 |